# Barbie és húgai: A lovas kaland
A Barbie és húgai: A lovas kaland (eredeti cím: Barbie & Her Sisters in a Pony Tale) egész estés amerikai 3D-s számítógépes animációs film.
Amerikában 2013 októberében adták ki DVD-n.

## Cselekmény
Barbie és húgai a csodálatos Alpokba utaznak, hogy meglátogassák nénikéjüket Marlen nénit, és unokatestvéreiket. Egyúttal pedig, hogy élvezzék Marlen néni lovasiskolájának minden remek programját. A két kisebb testvér megkezdi első lovaglóleckéit. Skeeper azonban inkább a blogját színesíti eközben. Barbienak azonban van egy titkos álma: Szeretné megtalálni élete legjobb lovát! Aki nem csupán hátas, de barát. Sorra nézi Marlen néni lovait, végül az egyikkel kilovagol. Ám farkas támad rájuk, s egy nagyon különös vadló siet a segítségükre. Majd eltűnik, épp olyan váratlanul, ahogyan jött. Barbie szerencsésen, - és épen - tér vissza az alpesi vendégházba. De a különös élmény nem hagyja nyugodni. Honnan jött ez a vadló? Milyen fajta? Mióta élhet az Alpokban? Merre legel a családja? - Etien, az iskola kiváló lovasoktatója egy régi legendádt mesél neki egy rejtőző ménesről, amelynek hátán vakmerő királylányok vágtattak egykor, és Barbie ráismer a történetben megmentőjére. 
Gondban van. Hogyan tovább? Nem ő az egyetlen azonban aki gondban van...Skeeper megismerkedik egy fiatalemberrel, Stacy nem találja az összhangot TanuLovával Bogyóval, Chelsee pedig bosszankodik, amiért póni pacival kell tanulnia, hiszen mindenki más nagy lovacskán ülhet...Eközben a lovasiskola bálra készül, amely hagyományos kísérő rendezvénye Az Alpok Lovasiskolái által közösen szervezett barátságos rangadó versenyének.
És bizony Marlen néni is gondban van: iskolája a csőd szélén áll, ha nem nyerik meg a növendékei a Rangadó pénzdíját, el kell adnia a Vendégházat, s a birtokot is, ahol egész életét töltötte. 
A problémák azonban arra valók, hogy megoldjuk őket! A Roberts nővérek akcióba lépnek! Jó tanácsokkal segítve egymást, és bíztatással, egyemberként látnak neki, hogy Marlen néni Lovasiskolája újra népszerű legyen, és megteljen növendékekkel. Barbie összebarátkozik a csodálatos vadlovakkal, és egyikük a hátára engedi. Vele indul a nagy versenyen! A kishúgok is összebarátkoznak oktató lovaikkal, és Skeeper is nyeregbe száll, hogy zenés bemutatójával elbűvölje a nézőket. A testvérek nagy sikert aratnak, így Marlen néni iskolájában új lendületet kapnak a mindennapok.
Elérkezik a búcsú ideje. A lányoknak haza kell térnie Amerikába.  Sok szép élménnyel gazdagodtak, és új barátokat is szereztek. Egymás iránti szeretetükben is elmélyültek.
Barbie megtalálta élete legcsodálatosabb lovát, de nincs szíve elválasztani Fennségest, az övéitől. Húgaira tekint, majd a távolba, a zöld mezőkre, ahol Fennséges ménese nyerítve köszönti őt, s elengedi a lovat. Barátjaként válva el tőle.
Négy ifjú, hölgy, négy leány vidáman énekelve útnak indul otthona fele. Már csak a szép kalandokra gondolnak. Amit majd otthon a szüleiknek elmesélhetnek!

## Szereplők
| Szereplő | Eredeti hang    | Magyar hang  | Leírás |
| -------- | --------------- | ------------ | ------ |
| Barbie   | Kelly Sheridan  | Csondor Kata |        |
| Skipper  | Kazumi Evans    | ?            |        |
| Stacie   | Claire Corlett  | ?            |        |
| Chalsea  | Ashlyn Drummond | ?            |        |